# Abellerol negre
L'abellerol negre (Merops gularis) és una espècie d'ocell de la família dels meròpids (Meropidae), que habita boscos i terres de conreu de l'Àfrica occidental i central. Amb color general negre, té la barbeta i la gola vermella. Al pit, unes ratlles blau clar, el mateix color que l'abdomen i una línia a sobre de l'ull. Amb plomes primàries vermelloses.